# راب فورد
رابرت بروس "راب" فورد (به انگلیسی: Robert Bruce "Rob" Ford) سیاستمدار و تاجر اهل کانادا بود که از ۲۰۱۰ تا ۲۰۱۴ میلادی، به‌عنوان ۶۴ مین شهردار تورنتو مشغول به کار بود. فورد در انتخابات شهرداری ۲۰۱۰ تورنتو بدین سمت برگزیده شد.
فورد در ۲ ژانویه ۲۰۱۴، برای انتخاب مجدد در انتخابات نام‌نویسی کرد و مایک تایسون نیز از وی در انتخابات حمایت کرده‌بود.
راب فورد به‌دلیل ابتلا به نوعی سرطان نادر در ۲۲ مارس ۲۰۱۶ در ۴۶ سالگی درگذشت.